# Yulu
Yulu – dosłownie Zapisane wypowiedzi (chiń. 語錄 yǔlù, kor. 어록 erok, jap. 広録 goroku, wiet. ngữ lŭc) – jeden z rodzajów literatury chińskiej, ściśle związany z buddyzmem chan.

## Definicja
Teksty zapisanych wypowiedzi w literaturze chińskiej są typową antologią słów i czynów mistrzów chan. To skupienie się na jednym mistrzu chan jest podstawą cechą tekstów yulu. Składają się one z dialogów między mistrzem a jego uczniami, które ogólnie rozwinęły się z indywidualnych problemów i pytań związanych z praktykowaniem buddyjskiego treningu duchowego. Dodatkowo teksty te zawierają szczególny styl werbalnych nauk poprzedzonych formułą, że mistrz „wszedł do sali” (chin. shangtang), aby wygłosić wykład. Również, chociaż nie zawsze, dołączano poezję, kazanie, listy czy krótkie eseje napisane przez mistrza lub jego uczniów, z uwagami krytycznymi lub bez. Głównym odbiorcą tej formy literackiej były wykształcone elity, z biegiem czasu recepcja „zapisanych wypowiedzi” mogła mieć duży wpływ na karierę mistrza.
Jedną z uderzających cech yulu jest to, że są one wypełnione niewerbalną komunikacją; klapsy, uderzenia, gesty, używanie miotełki i kija itp., uważane były za wysoce znaczące, ale bez towarzyszenia słów.
Jakie materiały weszły to tych tekstów opisał Ishii Shūdō. Można je zgrupować w dwóch zbiorach:
- ustnie wygłaszane kazania danego mistrza chan zapisane przez uczniów:
  - nauki wygłaszane w budynku Dharmy (chiń. shangtang) i prywatne nieformalne instrukcje (chiń. xiaocan). Wykłady wygłaszane w budynku Dharmy po okresie dynastii Song były już bardzo sformalizowane; odbywały się zasadniczo co pięć dni: pierwszego, piątego, dziesiątego, dwudziestego i dwudziestego piątego dnia miesiąca.
  - nieformalne instrukcje były kazaniami wygłaszanymi we względnie zrelaksowanej atmosferze, zarówno w budynku Dharmy, jak i w prywatnym pokoju mistrza chan (opata), do kilku uczniów. Różniły się one od formalnych instrukcji (chiń. dacan). W czasie dynastii Song te nieformalne instrukcje uległy także formalizacji i wygłaszano je w odpowiednich dniach miesiąca.
- pisma zostawione przez mistrza i materiały zebrane przez uczniów oparte na zachowaniach i interakcjach pomiędzy praktykującymi chan:
  - są to songgu (ody do dawnych [mistrzów] – wiersze), niangu (wybory z dawnych [mistrzów] – proza), zan (eulogie – proza), fayu (instrukcje Dharmy – proza), shu (listy)
  - materiały zebrane przez uczniów: jinglun (komentarzy z uwagami do pism i traktatów), guze (dawne przypadki), ginggui (kodeksy reguł klasztornych), dengshi (opowieści lampy – czyli szczegółowe historie przekazu w różnych tradycjach chan), nianpu (chronologiczne biografie), taming (teksty nagrobne), beiming (teksty na stelach), xinglu (zapiski zachowania się), kanbian (osądy i ewaluacje), yufang yulu (zapiski z podróży), runei jilu (zapiski z rozmów poza klasztorem)[4].

Yulu często mają osobną sekcję poświęconą zapisom wenda - praktyki „pytań-odpowiedzi” zmierzającej nie do objaśnienia teorii nauki, lecz obudzeniu umysłu ucznia.
Do dziś zachowały się „zapisane wypowiedzi” ponad 100 mistrzów chan. Wiadomo także, że co najmniej tyle samo istniało kiedyś, ale nie zachowały się do naszych czasów. Z okresu dynastii Song zachowało się zaledwie kilka oryginalnych kolekcji „zapisanych wypowiedzi”, reszta jest znana z japońskich kopii.
Yulu są także elementem składowym innego rodzaju literatury chanistycznej – denglu, czyli tekstów „przekazu lampy”. Jednak „przekazy lampy” nie były nastawione na jednego mistrza chan, tylko na linie przekazu Dharmy chanu.

## Powstanie terminu i początki rozwoju
Użycie słowa „yulu” – zapisanych wypowiedzi – jako ogólnej nazwy dla tego typu literatury chan jest stosunkowo nowe. Termin ten pojawił się po raz pierwszy pod koniec biografii Huangbo Xiyuna (zm. ok. 850) w Song gaoseng zhuan (宋高僧傳, Biografie wybitnych mnichów [zestawione w okresie] Dynastii Song). Huangbo wypowiada tam następujące zdanie: zapisane wypowiedzi są w obiegu na całym świecie (czyli w Chinach). Podobna wypowiedź znajduje się w biografii Zhaozhou Congshena (778–897) w innej części tego dzieła.
W dziele Zutang ji (祖堂集, Zbiór z hali Patriarchów) – starszym od Song gaoseng zhuan – pojawiają się takie terminy jak xinglu (zapiski działań), xingzhuang (zarys akcji) i bielu (oddzielne zapiski). Jedną z wczesnych form literackich, z których zapewne powstały zapisane wypowiedzi, jest także yanjiao 言教, czyli „ustne nauczanie”. Nie ma jednak jeszcze określenia yulu, czyli ten rodzaj literacki był na samym początku różnie nazywany. Słowo to zostało użyte w tytule wczesnego i niezwiązanego z chanem dzieła Beishan sanxuan yulu (北山參玄語錄, Zapisane wypowiedzi Beishana o Trzech Tajemnicach) autorstwa Shenqinga z klasztoru Huiyi w Zizhou (w obecnym Syczuanie). Jego forma jednak jest całkowicie różna od zapisanych wypowiedzi szkoły chan. Jednak sam Shenqing (Beishan) miał kontakty ze szkołą chan, studiował bowiem w Jiannanie w drugiej połowie VIII w. W tym czasie uczniowie Piątego Patriarchy Hongrena (601–674) nauczali tam. Jeden z nich, któremu poświęcono później dzieło Lidai fabao ji, czyli Baotang Wuzhu (714–774), stał się przedmiotem krytyki w książce Shenqinga.
Jednak inny tekst jest często uważany za prekursora zapisanych wypowiedzi. To Songqi yulu (Zapisane wypowiedzi z [okresu dynastii] Song i Qi) napisany przez Kou Sishanga. Dzieło to nie zachowało się do dzisiejszych czasów i zostało wymienione w pracy Tangshu yiwen zhi (唐書藝文志, Roczniki o sztuce i literaturze w [nowych] dokumentach dynastii Tang).

## Rozwójzapisanych wypowiedzi– wpływ nauk Mazu Daoyi
Rozwój tej literatury nastąpił zaraz po śmierci mistrza chan Mazu Daoyi (709–788) i był on ściśle związany z rozwojem genealogicznych linii przekazu Mazu. Natychmiast pojawiło się wiele zapisanych wypowiedzi właściwie w tym samym czasie. Główną tego przyczyną było złamanie przez członków linii przekazu Mazu uprzedniej odosobnieniowej tradycji chanistycznej i wkroczenie śmiało pomiędzy ludzi – do społeczeństwa. Tym samym ich nauczanie nie mogło wykorzystywać tradycyjnych buddyjskich form literackich, ale wymagało stworzenia nowej metody ekspresji odpowiedniej dla nowych treści. Tak więc za właściwego autora tej nowej formy należy uważać mistrzów chan szkoły Mazu hongzhou (洪州).
Mazu utrzymywał pogląd, iż wszystkie ludzkie umysłowe i fizyczne działania (nawet tak drobne jak wskazanie palcem, czy poruszanie okiem) są funkcją natury Buddy, który to aspekt wszystkich żyjących istot jest wrodzenie oświecony. To, że ludzka istota może mówić i działać zawdzięcza właśnie naturze Buddy. Mazu powiedział:
| Jeśli pragniesz zrozumieć umysł (to pojmij to), że to, co mówi jest twoim umysłem, Ten umysł jest nazywany Buddą, jest nazywany prawdziwym kształtem dharmakaji Buddy, jest nazywany dao (Drogą Oświecenia) |

Dla Mazu dao nie jest jakim niedostępnym ideałem. Każde nasze słowo jest jego działaniem, funkcją. Te jego nauki były przekazywane dalej także przez dzieła jego uczniów: Dunwu rudao yaomen lun (Traktat o zasadach wejścia na Drogę poprzez nagłe przebudzenie), mistrza Dazhu Huihaia i Baizhang guanglu (Obszerne zapiski Baizhanga) Baizhanga Huaihaia. Zachowanie mistrza egzemplifikowało działanie umysłu Buddy. Każde indywidualne działanie mistrza itp. było wyrażeniem Prawdy i było ważnym modelem dla zachowania się uczniów.
To zwrócenie bacznej uwagi na działania mistrza jako modelu oświeconego zachowania, wiodło bezpośrednio do rozwoju literatury zapisanych wypowiedzi. Istotnym elementem był także wzrost popularności chanu i zwiększenie się ilości uczniów. Gdy mistrz miał kilku uczniów, zasadniczo mogli go oni widywać i obserwować nawet kilkadziesiąt razy w roku i szanse na indywidualną rozmowę były bardzo duże. Gdy liczba uczniów wzrosła niepomiernie, szanse bezpośredniego kontaktu z nauczycielem zmalały. Dlatego właśnie uczniowie zaczęli tworzyć sekretne notatki z rzadkich spotkań z mistrzem. W końcu zaczęto tworzyć zbiory zawierające wypowiedzi i opis działań mistrzów, gromadząc informacje także od innych uczniów niezależnie od swoich własnych doświadczeń. Trzeba tu dodać, że praktyki owe wkrótce doprowadziły do krytyki ze strony mistrzów. Taką krytykę można znaleźć w tekstach pozostałych np. po Linjim Yixuanie, w których niepokoi go oddzielanie słów mistrza od sytuacji, w której zostały wypowiedziane i od indywidualnego ucznia, dla którego zostały przeznaczone.
Mimo krytyki mistrzów, ten typ literatury rozwijał się i stanowi dużą część całej literatury chanu.

## Nowe nastawienie do literatury buddyjskiej
Po Mazu chiński chan całkowicie odszedł od bibliograficznych studiów buddyjskich „świętych pism” i skupił się na słowach i działaniach w codziennym życiu. W wyniku tego, te słowa i działania osiągnęły status „świętych pism”, lub inaczej mówiąc – to spowodowało zmianę w samym pojęciu „świętego pisma”. Od tej pory raczej zamiast zrównywać status „zapisanych wypowiedzi” z „sutrami” zaczęto traktować sutry jako „zapisane wypowiedzi” Buddy. Słynne wyrażenie chanu „nie polegaj na słowach!” (chin. „bu li wenzi”) nie było wyrazem ślepego odrzucenia „świętych pism”, ale wskazywało na metodologiczną różnicę pomiędzy chanem a tradycyjnym podkreślaniem wagi zapisanych komentarzy. Ten proces został już zapoczątkowany przez Bodhidharmę jego innowacyjnym rozumieniem buddyjskich „świętych tekstów” jako transkryptów werbalnych instrukcji i nauk.
Wielka liczba ustępów w zapisanych wyrażeniach jest poprzedzona słowami typu: „Ktoś kiedyś (w przeszłości) powiedział” (chin. „guren yun”) lub „starożytny/dawny czcigodny powiedział” (chin. „guden yun”). Ogólnie więc te teksty są raczej precedensami czy przykładami, a nie logiczną podstawą dla czyjejś religijnej pozycji.
Dialogi chanu nie mają na celu wyrażania religijnej doktryny, ale są środkami nakierowanymi na bardzo realne i bezpośrednie problemy duchowej praktyki buddyjskiej, które przydarzają się w życiu uczniów. Związek pomiędzy doktrynalnym zrozumieniem i prawdziwym wglądem jest częstym tematem w tekstach chanu. Występują tam takie postacie jak „główny mnich”, czy też „mistrz wykładów” (sutr). Często są one tylko kontrastem dla mistrza chan, ale jeszcze częściej występują jako symbol kogoś, kto jest sparaliżowany i pełen niemocy religijnej z powodu jego zależności od przybranych uprzednio religijnych wyobrażeń.

## Wczesne dzieła w linii przekazu Mazu
Mimo krytyki przez mistrzów i części uczniów, ta literacko zmotywowana grupa pozostawiła po sobie olbrzymią ilość zapisów z nauczania ich mistrzów. Również wielu uczniów Mazu zostawiło po sobie własne zapisane wypowiedzi.
Oto kilka przykładów:
- Dazhu Huihai – Dunwu rudao yaomen lun (頓悟入道要門論)
- Baizhang Huaihai – Baizhang guanglu (百丈廣錄) (znane także jako Baizhang yaojue)
- Nanquan Puyuan – Nanquan Puyuan (chanshi) yuyao (南泉普願禪師語要)
- Pang (znany świecki chanista) – Pang jushi yulu (龐居士語錄) (także Pang jushi jiesongji)
- Damei Fachang – Mingzhou dameishan fachang chanshi yulu (Zapisane wypowiedzi mistrza chan Fachanga z góry Damei w Mingzhou). Jest to zapewne najstarszy tekst ze wszystkich zapisanych wypowiedzi z kręgu Mazu.

## Chanistyczne „spotkania”
Jest bardzo prawdopodobne, że idea zapisywania słów wypowiadanych w trakcie „spotkania” mistrza z uczniem narodziła się w kręgu szkoły hongzhou. Oryginalnym terminem takiego spotkania jest jiyuan, co w języku angielskim przeważnie tłumaczy się jako „encounter”. Chociaż lista uczniów na epitafium Mazu wymienia tylko 11 uczniów (brak na niej nawet jego chyba najbardziej znanych uczniów: Baizhanga i Nanquana), z różnych dodatkowych źródeł, np. stel nagrobkowych jego uczniów, wiadomo, że miał 145 oświeconych uczniów, którzy rozproszyli się po wielu chińskich prowincjach przenosząc m.in. swoje literackie zainteresowania, w tym zwyczaj zapisywania „spotkań”. Spotkanie mistrza z uczniem jest traktowane w chanie, jako najważniejsze wydarzenie, bowiem dochodzi do spotkania dwóch umysłów – mistrza i ucznia i relacja powstała w tym momencie, jest jedyna w swoim rodzaju i niepowtarzalna. Autorzy „zapisanych wypowiedzi” próbowali zatrzymać ten moment i uczynić z niego jeden z elementów nauki.
Mimo tego wersje opisujące to samo wydarzenie w rozmaitych tekstach bardzo często się różnią. Czasem nie zgadzają się nawet postacie uczniów. Zmieniano często w kolejnych wydaniach tekstów dane związane ze spotkaniem – usuwano jakiegoś ucznia, lub dodawano. Przez porównanie rozmaitych wersji tego samego spotkania, można wyciągać różne wnioski dotyczące osób występujących w tekście. Np. jakie były relacje między Mazu a np. Xitangiem czy Nanquanem. Jednak najważniejsze jest samo zrozumienie „spotkania”, którego definicja jest bardzo płynna. „Spotkania” pojawiły się najpierw w starszej formie literatury chanistycznej, czyli w tekstach typu „przekazu lampy”, które interesowały się głównie biograficznymi zdarzeniami, ale wkrótce „oderwały” się od swojego oryginalnego środka przekazu i stały się ważnym medium religijnych nauk i dialogu. Płynny, nieustalony status „spotkań” w „zapisanych wypowiedziach” wskazuje na stan ich religijnej żywotności i przydatności, oraz na stale obecną w nauczaniu chanu/sǒnu/zenu tendencję do nieustannej nowej oceny znaczenia buddyzmu.

## Istota nauczania nagłego oświecenia
Teksty te, ponieważ powstały w kręgu szkoły hongzhou, głównego przedstawiciela i propagatora „nagłego oświecenia” (chin. dunwu 頓悟) (rolę tę przejmie potem szkoła linji, bezpośredni spadkobierca nauk „hongzhou”), w wielkim stopniu przyczyniły się do jego popularyzacji. Już wspomniany wcześniej tekst Baizhanga Dunwu rudao yaomen lun (znany także pod skróconym tytułem „Dunwu lun” – „Traktat o nagłym oświeceniu”) zajmuje się tym problemem. Po 6 latach praktyki u Mazu, Baizhang opuścił nauczyciela i udał się do swojego domu, aby zaopiekować się swoim starym wychowawcą. Jak sam napisał we wstępie, zataił wówczas swoją tożsamość zachowując się jak imbecyl. Jednak właśnie wtedy napisał ów tekst, który został pokazany mistrzowi Mazu przez Shizhi Xuanyana. Mistrz ocenił go pozytywnie.
Tekst ten traktuje o tematach wspólnych z wcześniejszą dyskusją między Północną szkołą chan (chin. beizong) a Hezem Shenhui. Dokładniejsza analiza pracy Baizhanga wykazuje, że jest ona tworem ściśle literackim, traktuje materiał krańcowo logicznie i ma mniej cech spontanicznego zapisu werbalnego wykładu.
Równocześnie są „zapisane wypowiedzi” najlepszym źródłem do poznania historii koanów, gdyż zapis aktualnego wydarzenia, jakim było „spotkanie” mistrza z uczniem, pokazywał stopniowe kształtowanie się idei gong’anu, sposobów jego użycia i wprowadzania do szerokiej praktyki chanu.

## Od prywatnych notatek do drukowanej klasyki
„Zapisane wypowiedzi” zasadniczo nie są tylko tekstami. Ich prawdziwe znaczenie kryje się w tym, że były nieustannie dyskutowane i oceniane przez praktykujących buddystów – i w tym leżała ich siła i żywotność. Stopniowo, gdy taki żywy materiał krążył jako część ustnej tradycji, opinie i komentarze uczestniczących w tej ustnej tradycji były dopisywane. Dystrybucja takich materiałów była bardzo rozpowszechniona, bowiem różnorodność i płynność materiału zawsze do kogoś przemawiała. Ewaulowano także te teksty, co doprowadzało do rozpoznawania ich oryginalnej, pierwotnej formy. Po wprowadzeniu druku z drewnianych bloków, „zapisane wypowiedzi” stały się częścią klasycznej literatury. Oba elementy: wieczna płynność i zmienność tekstów oraz stanie się klasyką po wydrukowaniu – funkcjonowały i uzupełniały się wzajemnie.
Ogólnie teksty z okresu dynastii Tang zostały wydane w okresie zwanym Pięć Dynastii i Dziesięć Królestw (907–960) oraz w początkowym okresie dynastii Song. Po raz pierwszy słowo „yulu” na określenie specyficznej formy literackiej, zostało użyte w tekście Song gaoseng zhuan w okresie Song. Co charakterystyczne, teksty te nie tylko były wtedy wydawane jako kopie, ale edytowane, co świadczy o tym, że buddyzm rozwinął nową i szerszą perspektywę. Zamiast skupiać się wąsko na indywidualnych „spotkaniach” i wersach, wyznawcy chan mieli możność kontemplować cechy szczególne materiału w całości. Dla tych wyznawców, którzy patrzyli szerzej, wydawano annały wcześniejszych mistrzów chan, które uzyskały status klasyki. Wtedy właśnie pojawiły się takie dzieła jak Zutang ji, Jingde chuandeng lu (景德傳燈錄), Zongjing lu (宗鏡錄), Song gaoseng zhuan i Yichu liutie (Shishi zuanyao liutie 釋氏纂要六帖 lub Yichu liutie 義楚六帖; chociaż ta praca ma nieco inny charakter, gdyż jest uważana za buddyjską encyklopedię). Wszystkie powyższe prace zajmują się problem ewaluacji nowego rodzaju buddyzmu, który pojawił się i rozwinął po Mazu.
Impuls do rozważań nad nowo ustanowioną tradycją chan był najsilniejszy na początku okresu Song, gdyż zakończył się wtedy okres zamieszek i niepokojów. Proces powtórnego edytowania i publikowania „zapisanych wypowiedzi” rozpoczął się w Jiangnanie, który przetrwał okres chaosu we względnym spokoju. Z powodu względnego spokoju w Wuye i Południowym Tang te rejony przechowały buddyzm w czystej postaci i stamtąd rozpoczęło się buddyjskie odrodzenie w okresie Song. Czołową siłą tego odrodzenia była szkoła chan fayan, która dostarczyła tak ważne teksty jak Zongjing lu Yongminga Yanshou (904–975), Chuandeng lu i Zutang ji.
W kręgu szkoły fayan powstał ważny tekst Zhaozhou (yu)lu (趙州語錄). Zapewne uczniowie mistrza Zhaozhou Congshena opuścili w czasie wojny tereny północne i przenieśli się na południe, i tam, na górze Lu powstały „zapisane wypowiedzi” mistrza. Tekst ten został przygotowany do wydania przez mnicha chan Xixiana Chenshi (bd), ucznia Baizhanga Daochanga (zm. 991), który z kolei był uczniem Fayana. Obecnie istniejące wydanie pochodzi z okresu dynastii Ming. W tym samym kręgu góry Lu powstała praca Fenyang Wude chanshi yulu (汾陽無德禪師語錄, Zapisane wypowiedzi mistrza chan Fenyanga Wude), do której wstęp napisał Yangyi, ten sam, który obdarzył wstępem Chuandeng lu.
Z górą Lu związany był także Huanglong Huinan (1002–1069) założyciel jednej z frakcji szkoły linji, który rezydował przez jakiś czas w klasztorze Guizong na górze Lu i z niej rozpoczęła się ekspansja szkoły huanglong. Zapewne pod wpływem mnichów szkoły fayan, mocno związali się z ponownym wydawaniem tekstów chan.
Tak więc mnisi fayan i huanglong byli odpowiedzialni za rozpowszechnienie i ugruntowanie nowego rodzaju religijnej literatury. Była ona różna od historii „przekazu lampy” i pojawienie się tekstów „zapisanych wypowiedzi” jako w pełni dojrzałej literackiej formy, zasygnalizowało nowy punkt rozwoju w historii chanu. Chan wkroczył w epokę Koanowych lub „precedensowych” antologii (chin. gong’an ji, jap. kōan shū). Fenyang Wude chanshi yulu zawiera zestaw 300 takich „precedensów dawnych mędrców”. A potem pojawiły się takie antologie jak Wumenguan i Biyan lu.

## Przeniesienie formy yulu do Japonii – goroku
Wraz z dotarciem do Japonii różnych rodzajów literatury chińskiej, w tym buddyjskiej, japońscy wyznawcy zenu zetknęli się także z „yulu” – „zapisanymi wypowiedziami”. Jednak w Japonii „goroku” (sinojapońskie odczytanie znaków yulu) zmieniło swoją istotę zapisu aktualnego wydarzenia na kompozycje pisane w j. chińskim. W japońskim sōtō średniowieczni mnisi tej szkoły właściwie nie zajmowali się „goroku”, a zamiast tego wytworzyli własną formę „potocznych komentarzy” tekstów chanu/zenu – shōmono.
Za pierwsze „goroku” powstałe w Japonii uważa się teksty Dōgena. Większą częścią jego prac literackich po 1246 r. stanowiły transkrypcje wykładów na temat kōanów i codziennych wydarzeń, które przedstawiał swoim uczniom w Eihei-ji jako część zaplanowanych klasztornych rytuałów. Teksty te (pisane w j. chińskim) zostały następnie zestawione przez Sennego, Giena i Kouna Ejō (1198–1280) po śmierci mistrza w formie „goroku”. Jego „goroku” nie zwróciły większej uwagi, być może dlatego, że były napisane dość sztywnym językiem chińskim, który wydawał się Japończykom mało „dogenowski”, zwłaszcza po ukazaniu się jego innowacyjnego Shōbō genzō. Jednak te „goroku” ukazują wyjątkowy portret Dōgena jako mistrza zen, przedstawiającego siebie jako żywy przykład zenu dla swoich uczniów.
W jego „goroku” widać olbrzymie zainteresowanie praktyką kōanową – zawierają one jego komentujące wiersze (w j. chińskim) do dziewięćdziesięciu wybranych kōanów. Język chiński był barierą nie do pokonania dla olbrzymiej większości mnichów, więc jasne jest, że adresatem była wyłącznie elita japońska.
Ponieważ japońskie „goroku” stały się tylko naśladownictwem formy chińskiej, brakowało im głównych cech chińskiego oryginału, jak np. spontaniczności i ogólnej dostępności. W związku z tym w pewnej mierze i z wieloma różnicami, odpowiednikiem chińskich „yulu” stała się japońska forma „kikigakishō”. Były to komentarze transkrypcyjne otwartych wykładów kōanowych w klasztorach sōtō. Ponieważ zapisywano najdrobniejsze detale okoliczności tych wykładów, mówią one o wiele więcej o charakterze mistrzów zen, niż japońskie sztywne i konwencjonalne „goroku”. Praktyka tworzenia nieformalnych transkrypcji rozpoczęła się prawdopodobnie w klasztorach systemu gozan (五山十刹制度; z reguły szkoły rinzai), gdzie dokonywano transkrypcji licznych wykładów o chińskiej klasycznej świeckiej literaturze. Natomiast szkoła sōtō zaczęła wykorzystywać te transkrypcje do tekstów zen. Nie były one nigdy cenione, ze względu na kolokwialny język, pełen wyrażeń slangowych i nieliterackich wyrażeń.